# حي التحالف (عدن)
حي التحالف هو أحد أحياء مديرية البريقة في محافظة عدن اليمنية. يبلغ تعداد سكانه 6153 نسمة حسب التعداد السكاني في اليمن لعام 2004.